# Німецько-радянський торговельний договір (1939)
Німецько-радянський торговельний договір 19 серпня 1939 року (також кредитний, торговельно-кредитний договір) — економічний договір між Радянським Союзом та нацистською Німеччиною, підписаний 19 серпня 1939 року в Берліні. Договір було укладено за ініціативою німецької сторони як перший крок поліпшення радянсько-німецьких відносин, укладання цього договору було попередньою умовою радянської сторони під час переговорів влітку 1939, наслідком яких, згодом, стало підписання пакту Молотова — Ріббентропа.
Згідно з договором Радянський Союз мав постачати в Німеччину сировину в обмін на фабричне обладнання, комплекси, механізми та верстати, човни, та інші транспортні засоби сукупною вартістю 120 мільйонів рейхсмарок. Договір було доповнено та розширено договором про торгівлю від лютого 1940 року та договором про границі та торгівлю від 1941 року.
Усі ці договори втратили чинність в червні 1941 разом з початком німецько-радянської війни. З грудня 1939 по кінець травня 1941 Німеччина імпортувала з СРСР нафтопродуктів 1 млн тонн на 95 млн німецьких марок, зерна (в основному кормове) — 1,6 млн тонн на 250 млн марок, бавовни — 111 тис. Тонн на 100 млн марок, макухи — 36 тис. тонн на 6,4 млн марок, льону — 10 тис. тонн на 14,7 млн марок, лісоматеріалів — на 41,3 млн марок, нікелю — 1,8 тис. тонн на 8,1 млн марок, марганцевої руди — 185 тис. тонн на 7,6 млн марок, хромової руди — 23 тис. тонн на 2 млн марок, фосфатів — 214 тис. тонн на 6 млн марок, а також інші товари.